# جائزة مكة للتميز
جائزة مكة للتميز جائزة سنوية انطلقت عام 2009م (1430هـ) في منطقة مكة المكرمة، إذ أقر مجلس مكة المكرمة الثقافي في شهر ذي الحجة عام 1429هـ إنشاء جائزة سنوية ينظمها ويشرف عليها الأمير خالد الفيصل بن عبد العزيز أمير منطقة مكة المكرمة رئيس المجلس باسم «جائزة مكة المكرمة للتميز». وتهدف لتشجيع العمل المميز وتأصيل المبادئ الإسلامية في آداب المهن واتقان العمل، وإظهار الإبداع الحضاري لإنسان منطقة مكة المكرمة، كما تهدف «لتشجيع توظيف التقنيات الحديثة في التطوير، والارتقاء بمستوى الأداء والجودة، وتنمية وتطوير الموارد البشرية بالمنطقة».
وقد انطلقت الجائزة بثمانية فروع ثم أضيف إليها لاحقاً فرع تاسع، والمشرف العام على الجائزة وكيل إمارة مكة المكرمة الدكتور مشبب القحطاني.

## الأهداف
- تعزيز الابتكار.
- تفعيل مشاركة المنشآت في بناء المجتمع.
- تحقيق الرؤية التنموية لمنطقة مكة المكرمة.
- تشجيع التنافس بين الجهات الحكومية في مكة المكرمة.
- تكريم الأفراد والمنشآت المميزة.[2]

## فروع الجائزة
1. التميز في خدمات الحج والعمرة.
2. التميز الإداري.
3. التميز الثقافي.
4. التميز الإقتصادي.
5. التميز العمراني.
6. التميز الاجتماعي.
7. التميز البيئي.
8. التميز العلمي والتقني.
9. التميز الإنساني.[4]